# Armin Tyroler
Armin Hermann Tyroler (14. September 1873 in Turócszentmárton – vermutlich am 30. Oktober 1944 im KZ Auschwitz) war ein österreichischer Oboist und langjähriges Mitglied der Wiener Philharmoniker, der vom NS-Regime im Zuge der Shoah gemeinsam mit seiner Ehefrau verfolgt, verhaftet, deportiert und schließlich im Vernichtungslager Auschwitz ermordet wurde.

## Leben, Werk
Der Geburtsort von Armin Tyroler war damals Teil des Königreichs Ungarn und liegt heute in der Slowakei. Seine Eltern, Moritz Tyroler und Franziska geb. Steiner, waren in Wien als Gastwirte tätig. Er studierte von 1886 bis 1888 am Konservatorium der Gesellschaft der Musikfreunde Violine und widmete sich danach bis 1893 ebendort dem Studium von Oboe und Klavier (bei Richard Baumgärtl bzw. Josef Schalk) sowie der Musiktheorie (bei Robert Fuchs). Es folgten erste Engagements, 1893 in Graz, ab 1895 am Wiener Burgtheater, 1901/02 als Substitut im Wiener Concertverein. Von 1906 bis 1937 wirkte er als Mitglied des Wiener Hofopernorchesters und der Wiener Philharmoniker. Zusätzlich war er ab 1913 Lehrer am Neuen Wiener Konservatorium und ab 1921 Mitglied der Hofmusikkapelle. 
Armin Tyroler engagierte sich in verschiedenen Standesvertretungen. Beispielsweise war er 1906 Obmann-Stellvertreter des Wiener Musikerbundes, von 1920 bis 1926 geschäftsführender Obmann der Vereinigung Wiener Musiker und kurzzeitig Vizepräsident des Österreichischen Musiker-Verbandes. Er wirkte ab 1918 sieben Jahre lang als Betriebsrat und ab 1923 dreizehn Jahre lang als Komitee-Mitglied der Wiener Philharmoniker. Geschätzt wurden 
sein sozialpolitisches Engagement und sein Organisationstalent. Er erreichte eine deutliche Verbesserung der dienstrechtlichen und wirtschaftlichen Lage von Orchestermusikern und war Mitorganisator großer Gemeinschaftskonzerte, veranstaltete gemeinsam mit dem Wiener Sinfonieorchester und dem Volksopernorchester zwecks Unterstützung mittelloser Musiker. Darüber hinaus war er als Anwalt der Disziplinarkommission des Musikerrings tätig. 
In der Saison 1936/37 war er bestelltes Mitglied der Prüfungskommission für die Befähigung als ausübender Musiker in Wien, Niederösterreich und im Burgenland. Am 1. Jänner 1937 wurde er pensioniert.
Er war jüdischer Herkunft, konvertierte jedoch 1910 zum evangelischen Glauben (AB). In Nazi-Diktion galt er als Volljude. Er heiratete 1905 Hermine Winkler. Im selben Jahr kam die gemeinsame Tochter in Wien zur Welt, Grete Anna, später verehelichte Mosinger. 1938 starb seine Ehefrau. Im selben Jahr unterstützte er seine Tochter und ihrer Familie in den Emigrationsbemühungen, es gelang die von ihm mitfinanzierte Flucht nach Großbritannien. 1940 heiratete er Rudolfine Popper. Seine eigene Bemühung um eine Orchesterposition an der Stockholmer Oper im Frühjahr 1941 scheiterte. Seine Frau und er wurden ab 1940 mehrfach zu Wohnsitzwechsel in Wien gezwungen. Interventionen von Wilhelm Jerger, Vorstand der Wiener Philharmoniker, und von Staatsoperndirektor Erwin Kerber blieben erfolglos. Am 27. August 1942 wurden Armin Tyroler und seine Frau – gemeinsam mit dem Philharmonikerkollegen Julius Stwertka und dessen Frau – verhaftet und in das KZ Theresienstadt deportiert. Ihm wurden Aufgaben in der sogenannten „Freizeitgestaltung“ zugewiesen, einer Abteilung innerhalb der jüdischen Selbstverwaltung, die das kulturelle Leben in Theresienstadt plante und organisierte. Er konnte eine Reihe musikalischer Aufführungen für die Lagerinsassen veranstalten.
Die schrecklichen hygienischen Bedingungen im KZ führten zu schwerer Erkrankung. Am 28. Oktober 1944 wurden Armin Tyroler und seine Frau in das Vernichtungslager Auschwitz überstellt und dort – mutmaßlich unmittelbar nach ihrer Ankunft – in einer der Gaskammern ermordet. Er zählte zu den sieben Philharmonikern, die im Zuge der Shoah umkamen.

## Auszeichnungen
- 1931: Jubiläumsring
- 1933: Berufstitel Professor
- 1933: Ehrenmedaille für künstlerische Verdienste und Ehrenring der Stadt Wien
- 1937: Ritterkreuz des österreichischen Verdienstordens